# Magnus de Holstein
Magnus de Holstein fue un príncipe de Dinamarca y miembro de la Casa de Oldemburgo. Como vasallo de Iván IV de Rusia fue el rey titular de Livonia entre 1570 y 1578.

## Primeros años
El duque Magnus nació en el castillo de Copenhague en 1540, el segundo hijo del Rey Cristián III de Dinamarca y Noruega y Dorotea de Sajonia-Lauenburgo. A sus 17 años fue enviado a Alemania para ser educado en varias cortes alemanas. Luego de la muerte de su padre en 1559, regresó a Dinamarca para la coronación de su hermano mayor, el Rey Federico II de Dinamarca.
El mismo año, el príncipe-obispo de Ösel-Wiek y Curlandia Johannes V von Münchhausen en Livonia Antigua vendió sus tierras al Rey Federico II por 30.000 táleros. Para evitar la partición hereditaria de sus tierras, el rey entregó su territorio a su hermano menor Magnus bajo la condición de que renuncie a sus derechos de sucesión en los ducados de Schleswig y Holstein. En 1560, Magnus desembarcó con un ejército en Saaremaa donde fue elegido obispo en forma inmediata por el capítulo de la catedral.

## Rey de Livonia
Durante la Guerra de Livonia, el Duque Magnus llegó a Moscú el 10 de junio de 1570, donde fue coronado como Rey de Livonia por Iván el Terrible. Magnus juró lealtad a Iván y recibió de su parte la carta correspondiente del reino vasallo de Livonia que Iván consideraba como parte de su patrimonio. El tratado entre Magnus e Iván IV fue firmado por un oprichnik y un miembro de la administración zemskii, el dyak Vasily Shchelkalov. Los territorios del nuevo reino aún debían ser conquistados.
El recién coronado rey Magnus de Livonia partió de Moscú con 20.000 soldados rusos con la intención de conquistar la ciudad de Reval que en ese entonces estaba bajo control sueco. La esperanza de Iván de recibir el apoyo de Federico II de Dinamarca, el hermano mayor de Magnus, fracasó. Para finales de marzo de 1571 Magnus abandonó la lucha por Reval y levantó el asedio.
En 1577, luego de haber caído en desgracia con Iván y no haber recibido apoyo por parte de su hermano, Magnus hizo un llamado a la nobleza livona para que lo apoyase en su lucha en contra de la ocupación extranjera. Fue atacado por fuerzas de Iván y tomado como prisionero. Al ser liberado, renunció a su título real. Magnus luego cedió su derecho al trono a los descendientes de Esteban I Báthory.
Magnus pasó los últimos seis años de su vida en el castillo de Piltene en el Obispado de Curlandia, donde murió como pensionado de la corona polaca.
En 1662, el cuerpo de Magnus fue enviado de vuelta a Dinamarca y fue enterrado nuevamente en la Catedral de Roskilde.

## Esposa e hijos
Se casó con María Vladimirovna de Staritsa, hija de Vladimir de Staritsa, Duque de Staritsa. Sus hijas incluyen a:
- María de Oldemburgo (ca julio de 1580 - ca 1597)
- Eudoxia de Oldemburgo (ca 1581 - ca 1588)